# Diócesis de Civita Castellana
La diócesis de Civita Castellana (en latín: Dioecesis Civitatis Castellanae y en italiano: Diocesi di Civita Castellana) es una circunscripción eclesiástica de la Iglesia católica en Italia. Se trata de una diócesis latina, inmediatamente sujeta a la Santa Sede. Desde el 11 de noviembre de 2022 su obispo es Marco Salvi.

## Territorio y organización

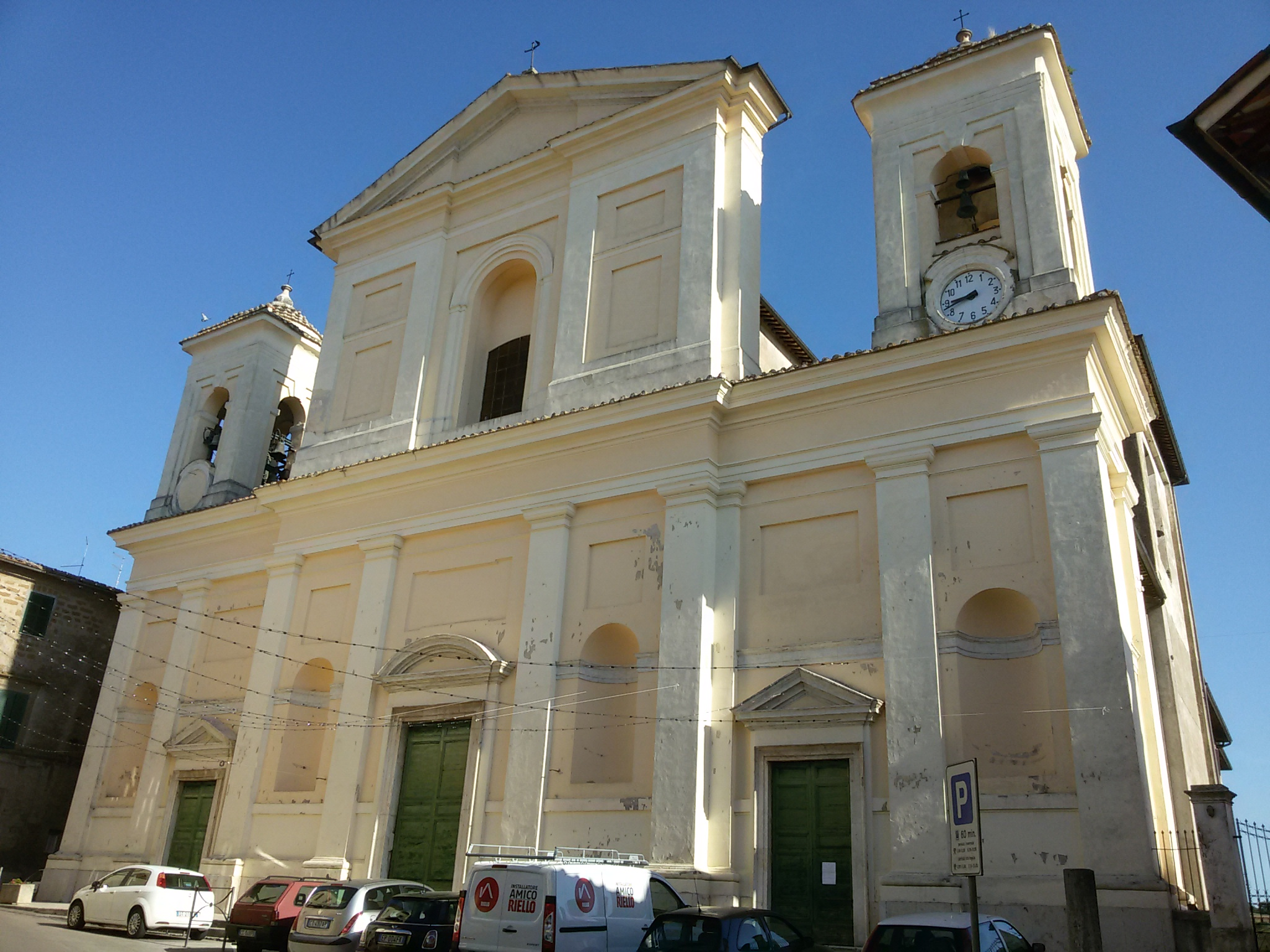
Concatedral de Nuestra Señora de la Asunción, en Gallese

La diócesis tiene 1552 km² y extiende su jurisdicción sobre los fieles católicos de rito latino residentes en parte de la región del Lacio: * en la provincia de Viterbo: Civita Castellana, Bassano in Teverina, Bassano Romano, Calcata, Capranica, Caprarola, Carbognano, Castel Sant'Elia, Corchiano, Fabrica di Roma, Faleria, Gallese, Monterosi, Nepi, Orte, Ronciglione, Soriano nel Cimino, Sutri, Vallerano, Vasanello y Vignanello;
- en la ciudad metropolitana de Roma Capital: Anguillara Sabazia, Bracciano (a excepción de la fracción de Castel Giuliano[1]) Campagnano di Roma, Canale Monterano, Capena, Civitella San Paolo, Fiano Romano, Filacciano, Formello, Magliano Romano, Manziana, Mazzano Romano, Morlupo, Nazzano, Ponzano Romano, Rignano Flaminio, Sacrofano, Sant'Oreste, localidad Rota (comuna de Tolfa), Torrita Tiberina y Trevignano Romano; pertenece a la diócesis también la zona romana de Polline Martignano.

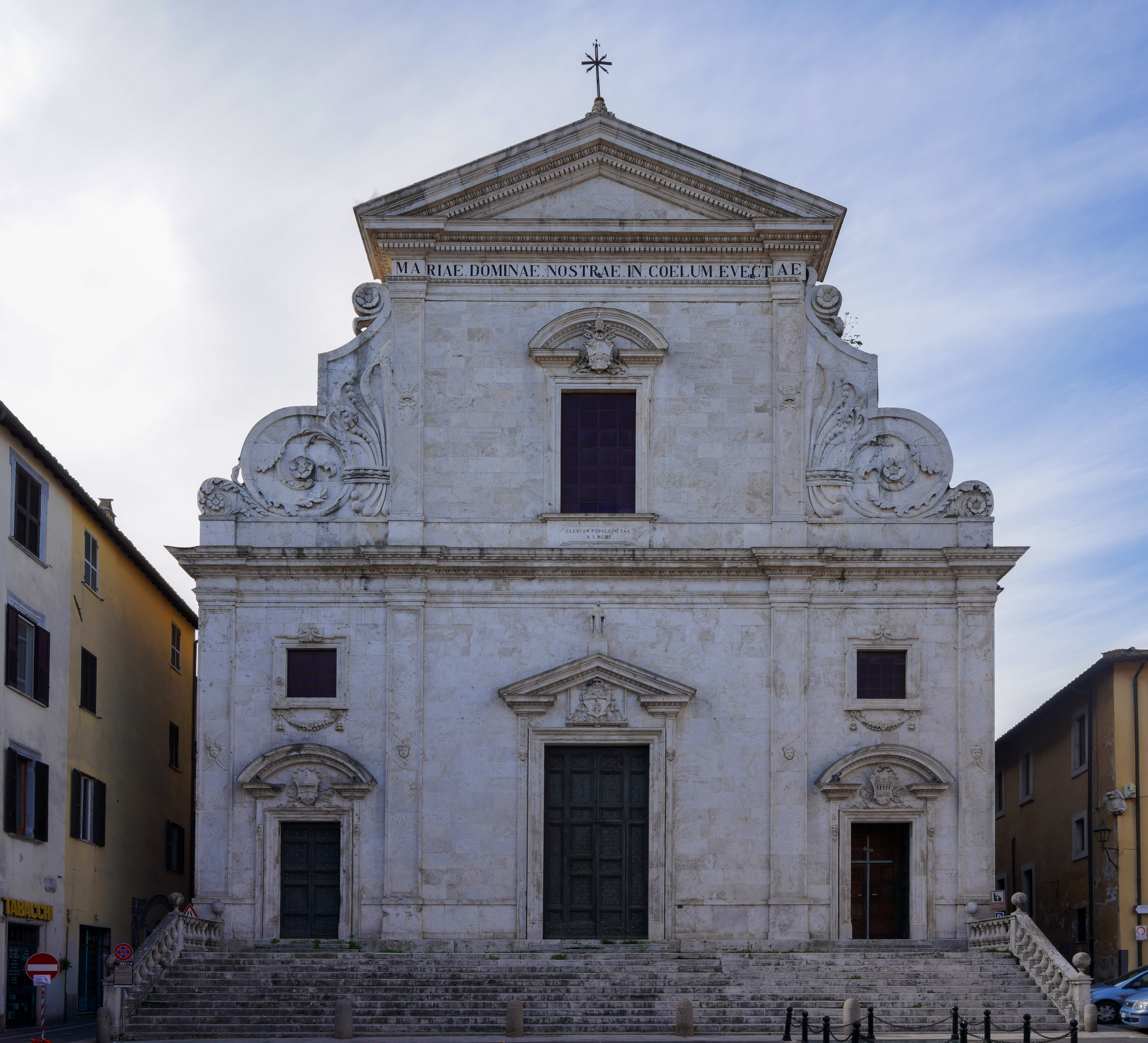
Concatedral de Nuestra Señora de la Asunción, en Orte

Al suroeste se encuentra la diócesis de Porto-Santa Rufina, al oeste la diócesis de Civitavecchia-Tarquinia, al noroeste la diócesis de Viterbo, al norte la diócesis de Terni-Narna-Amelia, al este la diócesis de Sabina-Poggio Mirteto y al sur la diócesis de Roma.

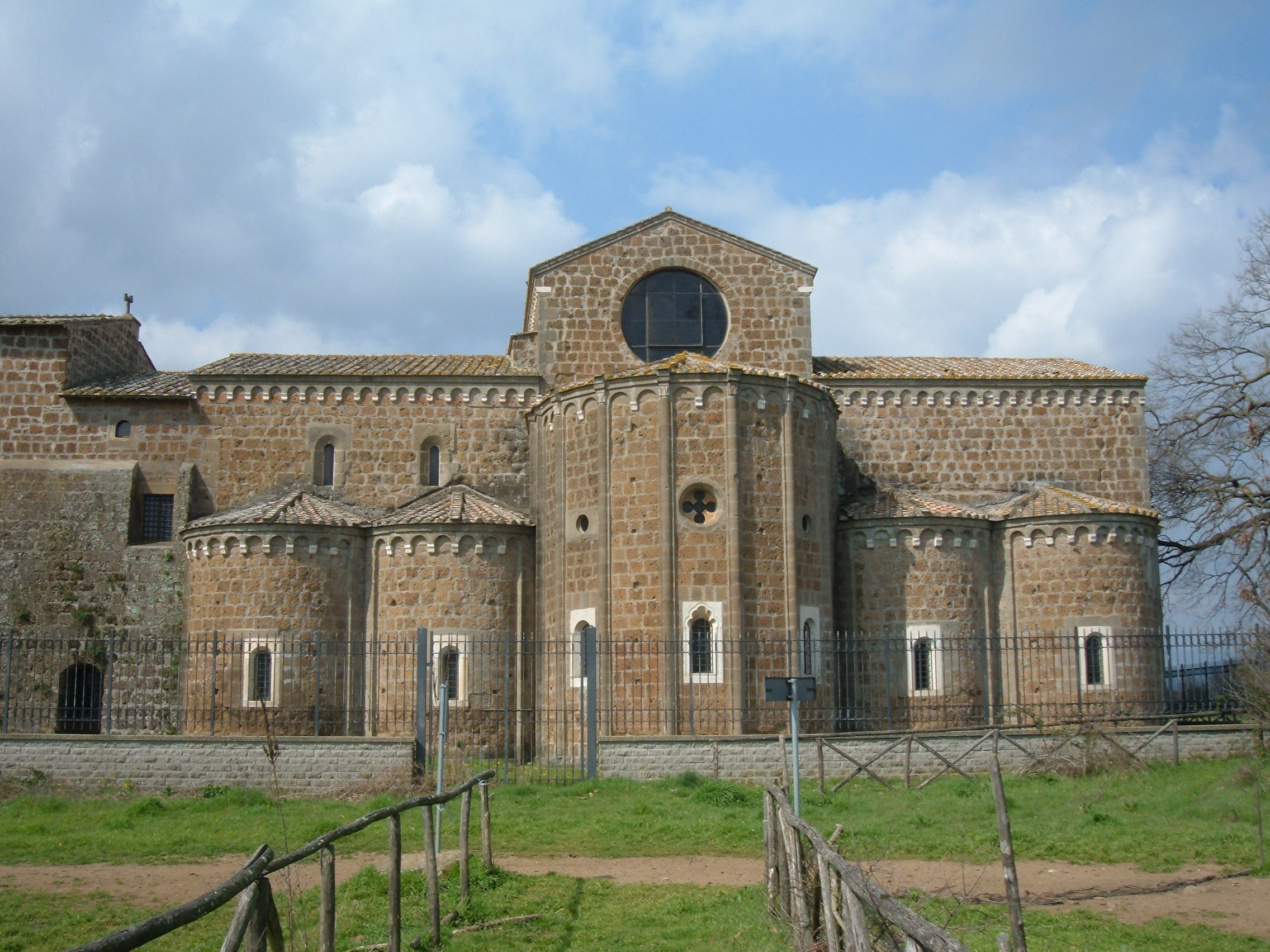
Ábside de la iglesia de Santa Maria di Falleri, construida sobre la antigua catedral de Faleri Novi

La sede de la diócesis se encuentra en la ciudad de Civita Castellana, en donde se halla la Catedral de Santa María la Mayor. Hay cuatro concatedrales: de Nuestra Señora de la Asunción (en Gallese); de Nuestra Señora de la Asunción (en Orte); basílica de Nuestra Señora de la Asunción y Santa Anastasia (en Nepi) y de Nuestra Señora de la Asunción (en Sutri). En Castel Sant'Elia se halla el pontificio santuario de Maria Santissima ad rupes.

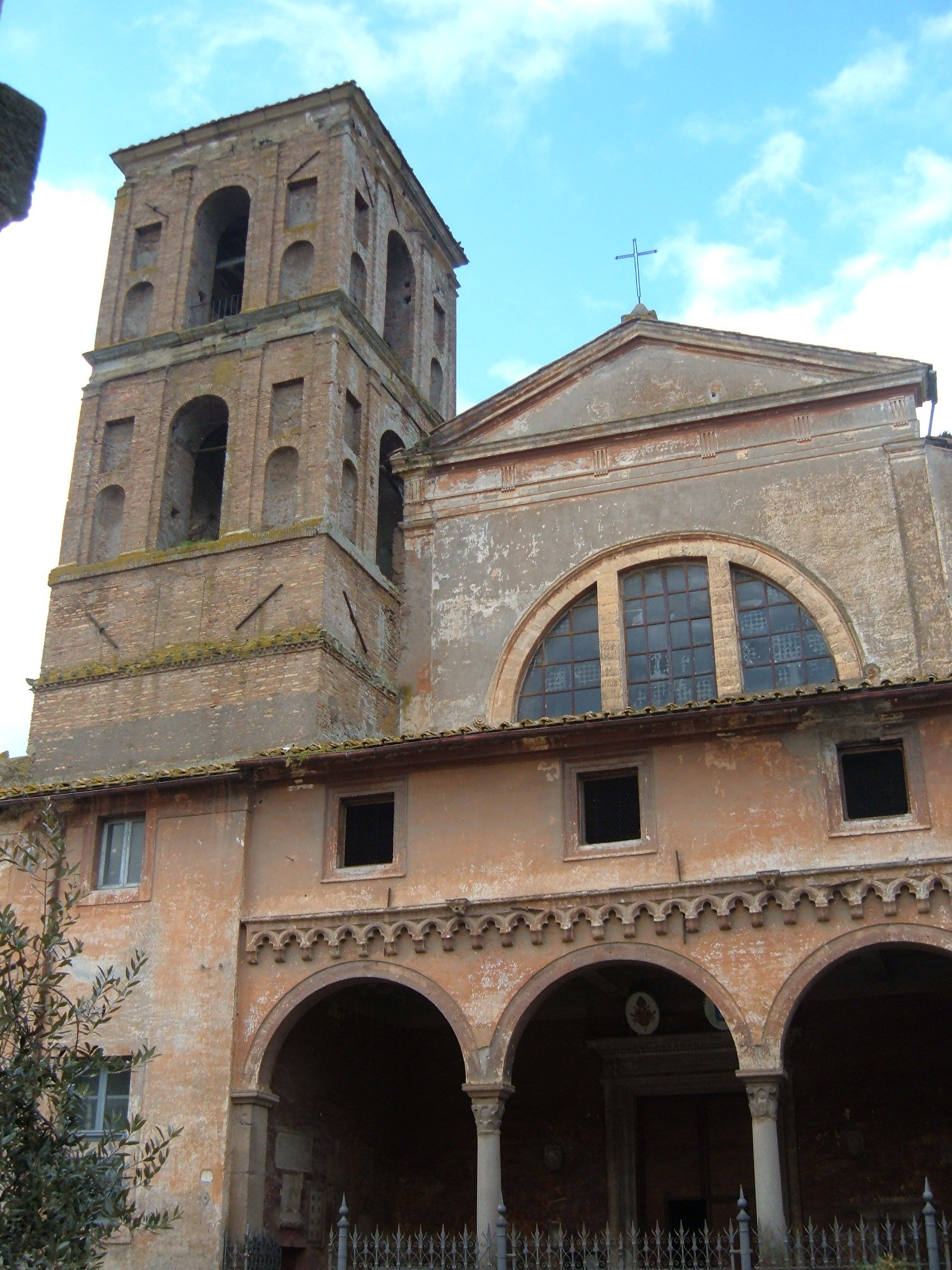
Basílica de Nuestra Señora de la Asunción y Santa Anastasia, en Nepi

En 2021 en la diócesis existían 76 parroquias, agrupadas en 6 vicarías: Faleritana, Teverina, Cassia, Lago, Flaminia y Soratte.

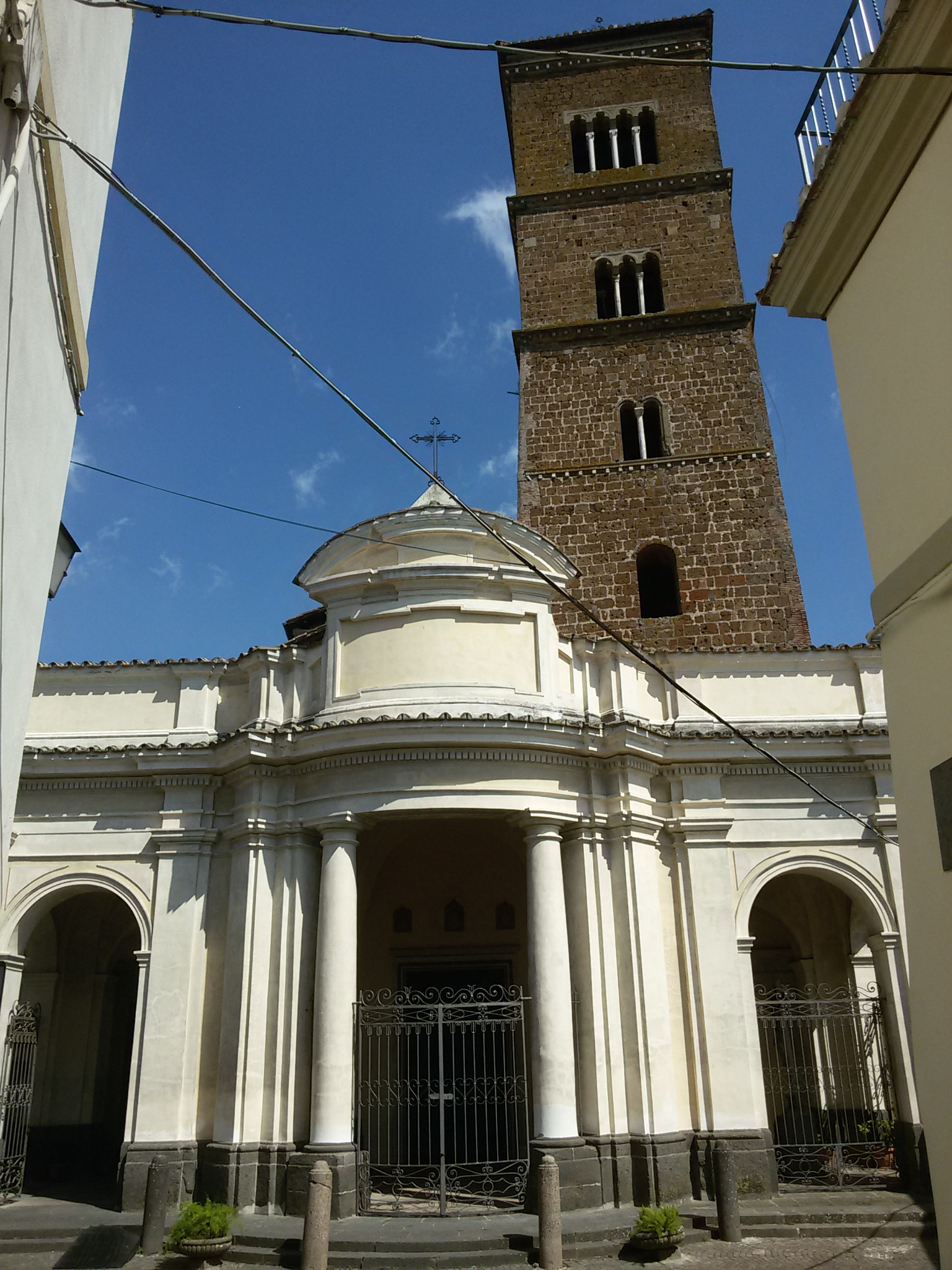
Concatedral de Nuestra Señora de la Asunción, en Sutri

## Historia
La diócesis de Civita Castellana, ciudad aún no construida en la época de la expansión del cristianismo, Al mismo tiempo que Faleri, surgieron otras diócesis cercanas: Acquaviva, Baccano, Forum Clodii, Manturanum, Nepi, Orte, Sutri y, más tarde, Gallese.
La tradición hagiográfica vincula el martirio de los santos Gratiliano y Felicissima en el siglo III con Faleri Novi, mientras que la deposición de los mártires Abbondio, Abbondanzio, Marciano y Giovanni en el siglo IV tiene lugar en Rignano Flaminio.
La diócesis de Faleri está atestiguada en la segunda mitad del siglo V. Debido a las diferentes variantes presentes en los manuscritos, es incierta la atribución de Justo, que participó en un concilio romano de 465, a la sede del Lacio o a la de Faenza. El obispo Felice, en cambio, pertenecía a la diócesis de Faleritana, y en el sínodo romano convocado en 499 por el papa Símaco firmó como episcopus ecclesiae Faliscae et Nepesinae, indicación de que en aquel momento las dos diócesis estaban unidas. El propio Félix estuvo presente en los otros concilios de Símaco de 501 y 502.
La cronología episcopal de Faleri del primer milenio es muy incompleta y los únicos obispos conocidos son los que participaron en los sínodos celebrados por los papas en Roma y firmaron los documentos.
La ciudad de Faleri, por falta de defensas naturales, fue progresivamente abandonada y la población se trasladó a Civita Castellana (siglos VII-VIII). Los obispos también abandonaron su sede para trasladarse a la nueva ciudad, aunque continuaron manteniendo su antiguo título eclesiástico durante un cierto período. El título civitatis Castellanae aparece por primera vez con el obispo Crescenzio (o Crescenziano) a finales del siglo X, cuando las reliquias de los santos Marciano y Giovanni fueron trasladadas de Rignano a Civita Castellana; mientras que la última vez que aparece en documentos el título de episcopus ecclesiae Falaritanae fue con el obispo Benito en 1037 y 1050.
La catedral original de la diócesis estaba dedicada a los santos Marciano y Juan, quienes se convirtieron en patrones de la diócesis tras el traslado de sus reliquias. Destruida por los normandos en 1063, fue reconstruida en su forma actual a partir de 1185 y consagrada por el obispo romano en 1210.
La Edad Media vio el florecimiento de numerosos monasterios, entre ellos los del Monte Soratte de origen carolingio, la abadía territorial de Sant'Andrea en Flumine, a la que se sumaron los monasterios cistercienses a partir del siglo XII. El siglo XIII vio estas diócesis invadidas por movimientos heréticos, como los de los patari y los fraticelli. En este clima, sin embargo, la diócesis fue también terreno fértil para las fundaciones franciscanas: de la mano del mismo santo de Asís se construyeron los conventos de Orte y Civita Castellana. Los cistercienses también fundaron su propio monasterio en la antigua catedral de Faleri Novi.
En el siglo XII Civita Castellana se convirtió en una importante ciudad patrimonial. Huyendo de Roma, el antipapa Clemente III murió allí en 1100. Algunos papas, Eugenio III y Adriano IV, fijaron su residencia en Civita, Alejandro III murió allí en 1181 y fue enterrado en la catedral.
A partir del siglo XIII las antiguas diócesis de la región iniciaron un proceso de agregación, dictado por la escasez de ingresos. Hacia 1285 Gallese fue suprimida y absorbida por la diócesis de Civita Castellana, a la que se unió la diócesis de Orte el 5 de octubre de 1437: a partir de este momento los obispos llevarán el doble título de obispos de Civita Castellana y Orte, quedando las dos diócesis independientes en jurisdicción, curiae y residencias episcopales.
Esta agregación beneficiará a las diócesis, cuyas cátedras eran codiciadas por su proximidad a Roma, que gracias a los repetidos traslados de obispos se volverán homogéneas entre sí en su enfoque pastoral y administrativo, incluso antes de que el Concilio de Trento uniformara las diferentes tradiciones diocesanas. El Concilio, sin embargo, tuvo consecuencias notables al imponer la obligación de residencia a los obispos.
En el siglo XVI se restableció por breve tiempo la diócesis de Gallese; Girolamo Garimberti fue elegido obispo el 17 de marzo de 1563 por el papa Pío IV, pero su sucesor Gabriele de Alexandris renunció a la diócesis el 16 de septiembre de 1569 y el papa Pío V suprimió de nuevo la diócesis, incorporando su territorio a la diócesis de Civita Castellana.
Sólo en el siglo XVII se celebraron los primeros sínodos para la aplicación de los decretos de reforma del Concilio de Trento, a partir del celebrado en 1627 por el obispo Angelo Gozzadini. La verdadera reforma de la diócesis se produjo con los sínodos del siglo XVIII de los obispos Blasi († 1718), Vari († 1748) y Lanucci († 1765), que centraron la vida de la diócesis en las cofradías, a las que se debía un amplio bienestar y Se encomendaron tareas caritativas, y a las órdenes religiosas, entre las que se confirmó como importante la presencia de los franciscanos. Pero fue sobre todo con Giovanni Francesco Tenderini (1717-1739), beatificado en 1794 , que se llevó a cabo la intensa labor de renovación diocesana: «Tenderini restableció la disciplina eclesiástica, favoreció la educación religiosa de los fieles, visitó la diócesis en varias ocasiones con especial atención a la pastoral". Esta renovación condujo también a la apertura del seminario diocesano en 1746, al tiempo que se extendían también las escuelas para la educación de las mujeres. Fue hacia finales de siglo cuando surgió el santuario mariano más importante de la actual diócesis, el de Santa Maria ad Rupes.
Durante el período napoleónico el obispo de Civita Castellana Lorenzo De Dominicis aceptó firmar el juramento. Este acto permitió la supervivencia de la diócesis, mientras que las cercanas diócesis de Nepi y Sutri, debido a la actitud antinapoleónica de su obispo, acabaron siendo suprimidas por el régimen francés y fusionadas en Civita Castellana.
El 20 de diciembre de 1805 la Colegiata de Gallese recuperó el título de catedral y los obispos de Civita Castellana, además del título de Orte, añadieron también el de Gallese.
En el siglo XIX destacó especialmente el obispo Mattia Agostino Mengacci (1851-1872): «participó en el Vaticano I; celebró un sínodo (1859) gracias al cual se reformó la curia y se reorganizó el archivo; en 1857 acogió a Pío IX en un viaje al Estado.»
El 10 de abril de 1976 Marcello Rosina, obispo de Nepi y Sutri, fue nombrado también obispo de las sedes unidas de Civita Castellana, Orte y Gallese, uniendo así personalmente las cinco sedes como obispos, primer paso hacia la unión definitiva de todas estas diócesis.
Tras la supresión de la abadía territorial de los Santos Vincenzo y Anastasio en Aquas Salvias mediante la bula Abbatia SS. Vincentii et Anastasii, en 1981 las parroquias de los municipios de Sant'Oreste y Ponzano Romano pasaron a formar parte de la diócesis de Civita Castellana.
El 11 de febrero de 1986 las diócesis de Nepi, Sutri, Orte y Gallese fueron definitivamente extinguidas y el territorio de las cinco diócesis dio lugar a la nueva diócesis de Civita Castellana. Al mismo tiempo, las cuatro catedrales antiguas asumieron el título de concatedral. La memoria de las ilustres diócesis de Nepi, Sutri, Orte y Gallese pasa a la posteridad, ya que se han convertido en "sedes titulares".
El primer obispo de la nueva diócesis de Civita Castellana, Marcello Rosina, confió la Comunidad nacida de la fusión de las cinco diócesis de Nepi, Sutri, Orte y Gallese a la protección de la Virgen ad Rupes, elevándola a la categoría de patrona celestial de la nueva Iglesia diocesana.
El 29 de junio de 1992 la parroquia de San Liberato, aldea de Narni, fue separada de Civita Castellana y anexada a la diócesis de Terni-Narni-Amelia mediante el .
En 2002 se inauguró el nuevo archivo histórico diocesano en las salas del antiguo palacio episcopal de Nepi.
En 2007 el Instituto de Ciencias Religiosas "Alberto Trocchi", fundado en 1980, fue elevado a Instituto Superior de Ciencias Religiosas de la Pontificia Universidad Lateranense, quedando en la sede histórica del antiguo Seminario Episcopal de Nepi.

## Estadísticas
Según el Anuario Pontificio 2022 la diócesis tenía a fines de 2021 un total de 245 250 fieles bautizados.
| Año                                                                             | Población            | Población | Población      | Sacerdotes | Sacerdotes    | Sacerdotes    | Bautizados por sacerdote | Diáconos permanentes | Religiosos | Religiosos | Parroquias |
| Año                                                                             | Bautizados católicos | Total     | % de católicos | Total      | Clero secular | Clero regular | Bautizados por sacerdote | Diáconos permanentes | Varones    | Mujeres    | Parroquias |
| ------------------------------------------------------------------------------- | -------------------- | --------- | -------------- | ---------- | ------------- | ------------- | ------------------------ | -------------------- | ---------- | ---------- | ---------- |
| Diócesis de Civita Castellana, Orte y Gallese                                   |                      |           |                |            |               |               |                          |                      |            |            |            |
| 1950                                                                            | 66 000               | 66 000    | 100.0          | 86         | 61            | 25            | 767                      |                      | 30         | 130        | 33         |
| 1966                                                                            | 78 000               | 78 240    | 99.7           | 80         | 48            | 32            | 975                      |                      | 45         | 158        | 38         |
| 1980                                                                            | 75 300               | 75 500    | 99.7           | 65         | 50            | 15            | 1158                     |                      | 19         | 105        | 39         |
| Diócesis de Civita Castellana                                                   |                      |           |                |            |               |               |                          |                      |            |            |            |
| 1990                                                                            | 170 435              | 171 258   | 99.5           | 142        | 94            | 48            | 1200                     | 3                    | 80         | 335        | 77         |
| 1999                                                                            | 203 899              | 204 194   | 99.9           | 170        | 97            | 73            | 1199                     | 7                    | 104        | 401        | 76         |
| 2000                                                                            | 203 700              | 205 000   | 99.4           | 170        | 97            | 73            | 1198                     | 9                    | 102        | 401        | 76         |
| 2001                                                                            | 210 850              | 212 572   | 99.2           | 170        | 97            | 73            | 1240                     | 10                   | 102        | 395        | 76         |
| 2002                                                                            | 210 850              | 212 572   | 99.2           | 170        | 97            | 73            | 1240                     | 13                   | 102        | 395        | 76         |
| 2003                                                                            | 210 500              | 211 975   | 99.3           | 170        | 97            | 73            | 1238                     | 12                   | 101        | 395        | 76         |
| 2004                                                                            | 214 800              | 220 800   | 97.3           | 165        | 99            | 66            | 1301                     | 12                   | 89         | 380        | 76         |
| 2006                                                                            | 213 800              | 224 700   | 95.1           | 184        | 114           | 70            | 1161                     | 12                   | 93         | 380        | 76         |
| 2013                                                                            | 248 900              | 258 900   | 96.1           | 144        | 97            | 47            | 1728                     | 13                   | 67         | 290        | 76         |
| 2016                                                                            | 252 000              | 266 014   | 94.7           | 135        | 91            | 44            | 1866                     | 17                   | 67         | 302        | 76         |
| 2019                                                                            | 248 400              | 260 600   | 95.3           | 122        | 87            | 35            | 2036                     | 15                   | 67         | 290        | 76         |
| 2021                                                                            | 245 250              | 258 620   | 94.8           | 140        | 106           | 34            | 1751                     | 18                   | 72         | 296        | 76         |
| Fuente: Catholic-Hierarchy, que a su vez toma los datos del Anuario Pontificio. |                      |           |                |            |               |               |                          |                      |            |            |            |

## Episcopologio

### Obispos de Faleri Novi
- Giusto † (mencionado en 465)[nota 3]
- Felice † (antes de 499-después de 502)[nota 4]
- Giovanni I † (mencionado en 595)[nota 5]
- Caroso † (mencionado en 649)
- Giovanni II † (antes de 679-después de 680)
- Tribunizio (o Tiburzio) † (mencionado en 721)
- Giovanni III † (mencionado en 743)
- Leone I † (antes de 761-después de 769?)[nota 6]
- Adriano † (mencionado en 826)
- Giovanni IV † (antes de 853-después de 869)
- Leone II † (mencionado en 871)[nota 7]
- Giovanni V † (antes de 963-después de 969)[nota 8]
- Crescenzio (o Crescenziano) † (antes de 996/1002-después de noviembre de 1036)[11]
- Benedetto † (antes de noviembre de 1037-después de mayo de 1050)[11][nota 9]

### Obispos de Civita Castellana
- Pietro I † (antes de abril de 1059-después de mayo de 1065)[11]
- Rogerio † (mencionado en 1071)
- Giovanni V † (mencionado en 1101)[11]
- Pietro II † (mencionado en 1126)
- Pietro III † (antes de 1179-después de 1183)
- Romano † (antes de 1206-después de 1212)
- Guglielmo I † (6 de octubre de 1217-?)
- Pietro IV † (mencionado en 1230)[nota 10]
- Nicola † (circa 1232-6 de octubre de 1233 nombrado obispo de Viterbo)
- Giovanni Magnesi, O.P. † (circa 1270-1288 falleció)
- Monaldo, O.F.M. † (20 de junio de 1288-después de 1300 falleció)[nota 11]
- Goffredo, O.F.M. † (5 de junio de 1307-1324 falleció)
- Guglielmo II, O.Carm. † (21 de febrero de 1324-13 de noviembre de 1331 nombrado obispo de Isernia)
- Francesco Oni, O.E.S.A. † (4 de diciembre de 1331-1348 falleció)
- Giovanni VI † (15 de diciembre de 1348-1359 falleció)
- Stefano, O.E.S.A. † (12 de julio de 1359-? falleció)
- Giovanni VII, O.P. † (20 de abril de 1367-después de 1377 falleció)
  - Gemino, O.F.M. † (18 de marzo de 1388-? falleció) (antiobispo)
  - Antonio di Castronovo, O.P. † (4 de septiembre de 1390-?) (antiobispo)
- Matteo (o Marsilio) † (1382-?)
- Angelo † (1394-1394 o 1395 falleció)
- Giovanni Arcioni † (30 de abril de 1395-1406 falleció)
- Stefano, O.F.M. † (8 de agosto de 1406-17 de abril de 1414 falleció)
- Giovanni (o Gregorio) Giorgi, O.F.M. † (19 de septiembre de 1414-1432 falleció)
- Sante ? † (19 de marzo de 1432-? falleció)[nota 12]
- Giovanni VIII † (5 de octubre de 1437[nota 13]-1439 depuesto)

### Obispos de Civita Castellana y Orte

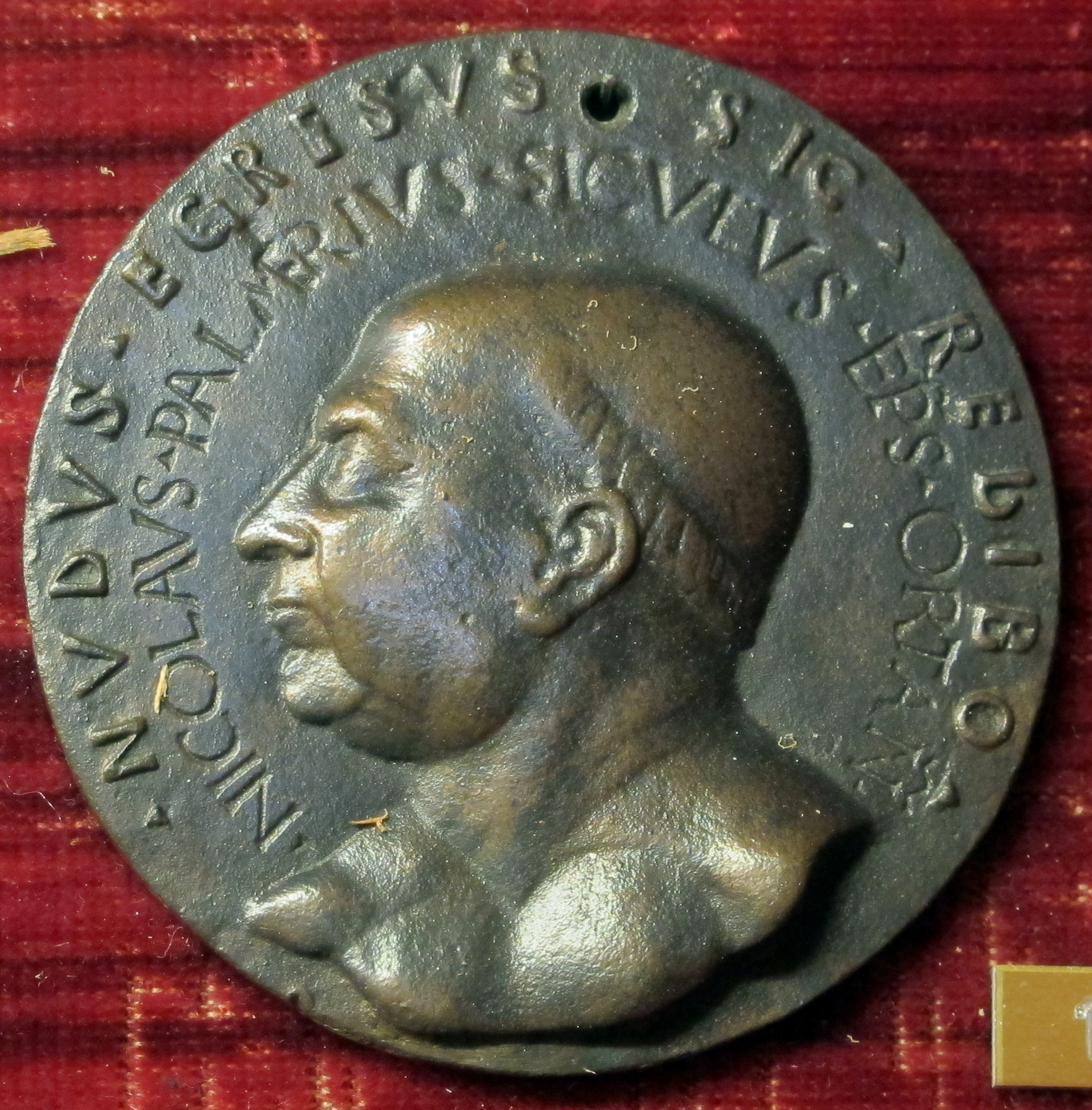
Niccolò Palmieri, obispo del 1455 al 1467

- Valentino † (19 de marzo de 1439-28 de enero de 1442 nombrado obispo de Ascoli Piceno)
- Luca † (28 de enero de 1442-1443 falleció)
- Antonio Paoli † (16 de diciembre de 1443-1455 falleció)
- Niccolò Palmieri, O.E.S.A. † (20 de junio de 1455-1467 falleció)
- Antonio † (30 de octubre de 1467-10 de octubre de 1473 falleció)
- Pietro Ajosa † (24 de enero de 1474-4 de agosto de 1486 nombrado obispo de Sessa Aurunca)
- Angelo Pechinoli † (4 de agosto de 1486-octubre de 1492 falleció)
- Enrico Bruno, O.P. † (29 de octubre de 1492-24 de septiembre de 1498 nombrado arzobispo de Tarento)
- Giorgio Maccafani † (24 de septiembre de 1498-16 de agosto de 1501 nombrado obispo de Sarno)
- Lodovico † (1501-1503 falleció)
- Johannes Burckardt † (29 de noviembre de 1503-16 de mayo de 1506 falleció)
- Francesco Franceschini, O.F.M. † (17 de mayo de 1506-1525 renunció)
  - Paolo Emilio Cesi † (7 de abril de 1525-5 de agosto de 1537 falleció) (administrador apostólico)
- Pomponio Cesi † (12 de agosto de 1538-24 de noviembre de 1539 nombrado obispo de Nepi y Sutri)
- Scipione Bongalli † (24 de noviembre de 1539-3 de agosto de 1564 falleció)
- Nicola Perusco † (7 de febrero de 1565-8 de febrero de 1582 falleció)
- Andrea Longo † (2 de abril de 1582-18 de agosto de 1607 falleció)
- Ippolito Fabiani, O.E.S.A † (17 de diciembre de 1607-24 de agosto de 1621 falleció)
- Angelo Gozzadini † (25 de octubre de 1621-29 de marzo de 1653 falleció)
- Taddeo Altini, O.E.S.A. † (10 de noviembre de 1653-27 de agosto de 1685 falleció)
- Giuseppe Sillani Leoncilli † (13 de mayo de 1686-30 de septiembre de 1697 falleció)
- Simone Aleotti † (16 de mayo de 1698-30 de septiembre de 1704 falleció)
- Ascanio Blasi † (26 de enero de 1705-julio de 1718 falleció)
- Venerabile Giovanni Francesco Maria Tenderini † (5 de diciembre de 1718-1 de marzo de 1739 falleció)
- Bernardino Vari † (4 de mayo de 1739-12 de octubre de 1748 falleció)
- Sante Lanucci † (2 de diciembre de 1748-31 de mayo de 1765 renunció)
- Francesco Maria Forlani † (5 de junio de 1765-5 de marzo de 1787 falleció)
- Lorenzo de Dominicis † (23 de abril de 1787-20 de diciembre de 1805 nombrado obispo de Civita Castellana, Orte y Gallese)

### Obispos de Civita Castellana, Orte y Gallese
- Lorenzo de Dominicis † (20 de diciembre de 1805-1 de enero de 1822 falleció)
- Fortunato Maria Ercolani, C.P. † (19 de abril de 1822-27 de diciembre de 1847 falleció)
- Amadio Zangari † (14 de abril de 1848-5 de septiembre de 1851 nombrado obispo de Macerata y Tolentino)
- Mattia Agostino Mengacci † (5 de septiembre de 1851-20 de noviembre de 1872 falleció)
- Domenico Mignanti † (23 de diciembre de 1872-27 de abril de 1889 falleció)
- Giovanni Battista Carnevalini † (24 de mayo de 1889-9 de junio de 1895 falleció)
- Giacomo Ghezzi, O.F.M. † (29 de noviembre de 1895-26 de enero de 1920 falleció)
- Goffredo Zaccherini † (8 de marzo de 1920-15 de junio de 1928 nombrado obispo de Jesi)
  - Sede vacante (1928-1930)[nota 14]
- Santino Margaria † (9 de octubre de 1930-20 de diciembre de 1947 falleció)
- Roberto Massimiliani † (21 de junio de 1948-19 de junio de 1975 falleció)
- Marcello Rosina † (10 de abril de 1976-11 de febrero de 1986 nombrado obsipo de Civita Castellana)

### Obispos de Civita Castellana
- Marcello Rosina † (11 de febrero de 1986-10 de marzo de 1989 retirado)
- Divo Zadi † (10 de marzo de 1989-10 de diciembre de 2007 retirado)
- Romano Rossi (10 de diciembre de 2007-11 de noviembre de 2022 retirado)
- Marco Salvi, desde el 11 de noviembre de 2022